# Millî Lig de 1962–63
A Millî Lig de 1962–63 foi a 5ª temporada do Campeonato Turco de Futebol. Foi disputada entre 8 de setembro de 1962 e 26 de junho de 1963. O Galatasaray sagrou-se campeão nacional pela 2ª vez em sua história e um inédito bicampeonato consecutivo, após encerrar a competição 1 ponto à frente do vice-campeão Beşiktaş.[carece de fontes?]
Pela 4ª vez em 5 edições disputadas, o artilheiro do campeontato foi Metin Oktay, jogador do Galatasaray, que anotou 38 gols em 42 jogos (média de 0,90 gol por partida).

## Regulamento
Um regulamento semelhante ao que havia sido adotado na 1ª edição da Millî Lig em 1959 foi implementado nesta edição do campeonato. Na Primeira Fase, as 22 equipes participantes do campeonato foram divididas em 2 grandes grupos: o Grupo Vermelho e o Grupo Branco, compostos por 11 equipes cada. As 6 equipes melhor posicionadas em seus respectivos grupos classificaram-se para a Segunda Fase, composta por um grupo único composto pelas 12 equipes que jogaram entre si em turno e returno para decidir o vencedor do campeonato e as demais equipes representantes da Turquia nas competições continentais.
Por sua vez, as 2 equipes pior classificadas em cada grupo da Primeira Fase foram automaticamente rebaixadas para a 2. Lig, não havendo mais a partir dessa temporada a repescagem entre equipes da Millî Lig e aquelas provenientes das Ligas Regionais Amadoras após a criação da 2. Lig, convertida em divisão de acesso à elite do futebol turco.

## Primeira Fase

### Grupo Vermelho
| Pos. | Clube            | P  | J  | V  | E | D  | GP | GC | SG  |
| ---- | ---------------- | -- | -- | -- | - | -- | -- | -- | --- |
| 1    | Galatasaray      | 32 | 20 | 14 | 4 | 2  | 51 | 21 | 30  |
| 2    | Gençlerbirliği   | 26 | 20 | 12 | 2 | 6  | 34 | 22 | 12  |
| 3    | Karşıyaka        | 24 | 20 | 10 | 4 | 6  | 22 | 19 | 3   |
| 4    | Ankara Demirspor | 23 | 20 | 9  | 5 | 6  | 38 | 26 | 12  |
| 5    | Beykoz           | 21 | 20 | 8  | 5 | 7  | 18 | 23 | -5  |
| 6    | Altayspor        | 20 | 20 | 8  | 4 | 8  | 25 | 24 | 1   |
| 7    | Göztepe          | 19 | 20 | 8  | 3 | 9  | 27 | 25 | 2   |
| 8    | Beyoğluspor      | 19 | 20 | 8  | 3 | 9  | 23 | 32 | -9  |
| 9    | Feriköy          | 14 | 20 | 6  | 2 | 12 | 19 | 22 | -3  |
| 10   | Karagümrük       | 12 | 20 | 4  | 4 | 12 | 20 | 32 | -12 |
| 11   | Şekerspor        | 10 | 20 | 2  | 6 | 12 | 25 | 56 | -31 |

#### Resultados
| Mandante \ Visitante | ALT | AND | BYK | BEY | FER | GAL | GEN | GÖZ | KAR | KSK | ŞKR |
| -------------------- | --- | --- | --- | --- | --- | --- | --- | --- | --- | --- | --- |
| Altayspor            | —   | 3–1 | 1–0 | 1–2 | 0–4 | 2–0 | 3–0 | 0–0 | 1–2 | 1–0 | 1–0 |
| Ankara Demirspor     | 3–3 | —   | 2–1 | 1–1 | 2–0 | 1–1 | 4–0 | 1–1 | 2–1 | 0–1 | 7–2 |
| Beykoz               | 1–0 | 2–0 | —   | 1–0 | 1–0 | 1–6 | 0–1 | 2–1 | 1–0 | 0–2 | 2–1 |
| Beyoğluspor          | 2–0 | 3–2 | 0–0 | —   | 1–0 | 3–2 | 0–1 | 1–3 | 3–2 | 1–2 | 2–1 |
| Feriköy              | 1–1 | 0–1 | 1–2 | 3–1 | —   | 0–1 | 1–2 | 0–1 | 2–0 | 1–1 | 1–0 |
| Galatasaray          | 1–0 | 2–2 | 1–1 | 5–1 | 3–2 | —   | 2–1 | 3–1 | 1–0 | 3–1 | 5–1 |
| Gençlerbirliği       | 1–0 | 0–1 | 1–0 | 2–1 | 2–0 | 0–3 | —   | 3–2 | 1–1 | 4–0 | 8–1 |
| Göztepe              | 2–1 | 1–0 | 1–1 | 5–0 | 1–0 | 0–1 | 1–3 | —   | 0–1 | 1–2 | 3–1 |
| Karagümrük           | 1–3 | 1–2 | 1–1 | 0–1 | 0–1 | 1–5 | 1–0 | 3–0 | —   | 1–3 | 1–1 |
| Karşıyaka            | 0–1 | 1–0 | 2–0 | 1–0 | 0–1 | 1–1 | 0–0 | 1–0 | 2–1 | —   | 0–1 |
| Şekerspor            | 3–3 | 2–5 | 1–1 | 0–0 | 2–1 | 2–5 | 1–4 | 1–3 | 2–2 | 2–2 | —   |

### Grupo Branco
| Pos. | Clube        | P  | J  | V  | E | D  | GP | GC | SG  |
| ---- | ------------ | -- | -- | -- | - | -- | -- | -- | --- |
| 1    | Beşiktaş     | 34 | 20 | 15 | 4 | 1  | 47 | 15 | 32  |
| 2    | Fenerbahçe   | 32 | 20 | 13 | 6 | 1  | 40 | 9  | 31  |
| 3    | İstanbulspor | 21 | 20 | 6  | 9 | 5  | 24 | 26 | -2  |
| 4    | İzmirspor    | 20 | 20 | 8  | 4 | 8  | 19 | 21 | -2  |
| 5    | Kasımpaşa    | 20 | 20 | 6  | 8 | 6  | 15 | 24 | -9  |
| 6    | Hacettepe    | 18 | 20 | 6  | 6 | 8  | 24 | 22 | 2   |
| 7    | Ankaragücü   | 18 | 20 | 5  | 8 | 7  | 24 | 24 | 0   |
| 8    | Altınordu    | 18 | 20 | 6  | 6 | 8  | 17 | 18 | -1  |
| 9    | PTT          | 16 | 20 | 5  | 6 | 9  | 16 | 22 | -6  |
| 10   | Vefa         | 13 | 20 | 3  | 7 | 10 | 22 | 37 | -15 |
| 11   | Yeşildirek   | 10 | 20 | 3  | 4 | 13 | 11 | 41 | -30 |

#### Resultados
| Mandante \ Visitante | ATO | AGÜ | BJK | FNB | HCT | İST | İZM | KAS | PTT | VEF | YEŞ |
| -------------------- | --- | --- | --- | --- | --- | --- | --- | --- | --- | --- | --- |
| Altınordu            | —   | 2–0 | 0–2 | 0–0 | 3–1 | 0–1 | 2–1 | 2–0 | 2–0 | 1–1 | 3–0 |
| Ankaragücü           | 0–0 | —   | 2–2 | 2–5 | 1–1 | 1–1 | 1–1 | 3–0 | 1–2 | 2–1 | 3–0 |
| Beşiktaş             | 1–0 | 2–1 | —   | 2–1 | 1–0 | 2–1 | 4–0 | 3–0 | 4–2 | 4–0 | 3–0 |
| Fenerbahçe           | 1–0 | 2–0 | 1–1 | —   | 3–0 | 1–1 | 3–0 | 0–0 | 0–0 | 4–0 | 3–1 |
| Hacettepe            | 0–0 | 1–0 | 1–2 | 1–2 | —   | 6–2 | 3–0 | 0–0 | 4–1 | 2–0 | 1–1 |
| İstanbulspor         | 4–1 | 1–1 | 1–1 | 0–2 | 1–0 | —   | 1–0 | 1–1 | 2–1 | 3–2 | 2–2 |
| İzmirspor            | 1–0 | 1–1 | 1–0 | 0–2 | 0–0 | 2–0 | —   | 5–1 | 0–1 | 2–0 | 2–0 |
| Kasımpaşa            | 0–0 | 0–0 | 1–3 | 0–2 | 2–1 | 1–1 | 1–0 | —   | 0–0 | 3–2 | 1–1 |
| PTT                  | 3–0 | 1–0 | 0–2 | 0–0 | 0–1 | 0–0 | 0–1 | 0–1 | —   | 2–2 | 2–0 |
| Vefa                 | 1–1 | 1–2 | 2–2 | 0–5 | 3–1 | 1–1 | 1–1 | 0–1 | 0–0 | —   | 2–0 |
| Yeşildirek           | 1–0 | 0–3 | 1–6 | 1–3 | 0–0 | 1–0 | 0–1 | 0–2 | 2–1 | 0–3 | —   |

## Segunda Fase
Atualizado em 26 de junho de 1963[carece de fontes?]
| Pos. | Clube            | P  | J  | V  | E  | D  | GP | GC | SG  | Classificação                               |
| ---- | ---------------- | -- | -- | -- | -- | -- | -- | -- | --- | ------------------------------------------- |
| 1    | Galatasaray      | 35 | 22 | 14 | 7  | 1  | 54 | 14 | 40  | Taça dos Clubes Campeões Europeus 1963–64   |
| 2    | Beşiktaş         | 34 | 22 | 14 | 6  | 2  | 45 | 12 | 33  | Taça dos Balcãs 1963–64                     |
| 3    | Fenerbahçe       | 28 | 22 | 11 | 6  | 5  | 33 | 19 | 14  | Taça dos Clubes Vencedores de Taças 1963–64 |
| 4    | Altayspor        | 24 | 22 | 8  | 8  | 6  | 23 | 25 | -2  | Taça das Cidades com Feiras 1963–64         |
| 5    | İstanbulspor     | 23 | 22 | 7  | 9  | 6  | 29 | 27 | 2   |                                             |
| 6    | Gençlerbirliği   | 21 | 22 | 5  | 11 | 6  | 32 | 30 | 2   |                                             |
| 7    | Hacettepe        | 20 | 22 | 8  | 4  | 10 | 34 | 41 | -7  |                                             |
| 8    | İzmirspor        | 20 | 22 | 7  | 6  | 9  | 27 | 38 | -11 |                                             |
| 9    | Beykoz           | 18 | 22 | 5  | 8  | 9  | 25 | 28 | -3  |                                             |
| 10   | Ankara Demirspor | 18 | 22 | 6  | 6  | 10 | 34 | 41 | -7  |                                             |
| 11   | Karşıyaka        | 13 | 22 | 3  | 7  | 12 | 26 | 57 | -31 |                                             |
| 12   | Kasımpaşa        | 10 | 22 | 2  | 6  | 14 | 17 | 47 | -30 |                                             |

### Resultados
| Mandante \ Visitante | ALT | AND | BJK | BYK | FNB | GAL | GEN | HCT | İST | İZM | KSK | KAS |
| -------------------- | --- | --- | --- | --- | --- | --- | --- | --- | --- | --- | --- | --- |
| Altayspor            | —   | 1–1 | 1–1 | 1–0 | 0–1 | 0–0 | 2–1 | 3–2 | 0–0 | 1–0 | 1–0 | 2–0 |
| Ankara Demirspor     | 2–1 | —   | 1–3 | 0–0 | 1–4 | 1–4 | 2–2 | 1–2 | 4–1 | 2–0 | 6–1 | 2–1 |
| Beşiktaş             | 6–2 | 4–0 | —   | 2–0 | 2–2 | 0–1 | 2–0 | 1–0 | 0–0 | 0–0 | 5–0 | 3–0 |
| Beykoz               | 1–0 | 1–1 | 1–1 | —   | 2–0 | 1–3 | 2–2 | 5–0 | 1–1 | 1–1 | 3–2 | 0–0 |
| Fenerbahçe           | 2–2 | 0–1 | 2–0 | 3–1 | —   | 1–1 | 4–1 | 1–0 | 1–0 | 1–0 | 4–1 | 0–1 |
| Galatasaray          | 3–1 | 2–0 | 1–2 | 4–0 | 0–0 | —   | 1–1 | 0–0 | 6–0 | 3–0 | 3–0 | 5–2 |
| Gençlerbirliği       | 0–0 | 3–1 | 1–1 | 1–1 | 0–0 | 2–3 | —   | 1–1 | 0–0 | 4–1 | 4–0 | 3–1 |
| Hacettepe            | 1–2 | 3–2 | 0–2 | 1–0 | 2–1 | 1–6 | 1–1 | —   | 2–2 | 3–1 | 5–0 | 2–0 |
| İstanbulspor         | 0–0 | 2–2 | 0–2 | 1–0 | 0–0 | 0–0 | 1–0 | 4–1 | —   | 3–0 | 4–0 | 3–0 |
| İzmirspor            | 2–0 | 2–1 | 0–4 | 2–1 | 2–0 | 1–5 | 4–1 | 3–2 | 4–2 | —   | 2–2 | 2–2 |
| Karşıyaka            | 2–2 | 2–2 | 0–2 | 3–1 | 2–1 | 1–1 | 1–3 | 3–2 | 2–0 | 1–1 | —   | 1–1 |
| Kasımpaşa            | 0–1 | 2–1 | 0–2 | 0–4 | 0–3 | 0–2 | 0–0 | 2–3 | 2–5 | 0–0 | 3–3 | —   |

| Campeão Turco 1962–63   |
| ----------------------- |
| Galatasaray (2º título) |

## Artilheiros
Atualizado em 26 de junho de 1963[carece de fontes?]
| Pos. | Nome                   | Clube            | Gols |
| ---- | ---------------------- | ---------------- | ---- |
| 1    | Metin Oktay            | Galatasaray      | 38   |
| 2    | Şenol Birol            | Beşiktaş         | 34   |
| 3    | Fikri Elma             | Ankara Demirspor | 24   |
| 4    | Lefter Küçükandonyadis | Fenerbahçe       | 19   |
| 5    | Tarık Kutver           | Galatasaray      | 17   |
| 6    | Nedim Doğan            | Fenerbahçe       | 16   |
| 6    | Özkan Gürgün           | Gençlerbirliği   | 16   |
| 8    | Güven Önüt             | Beşiktaş         | 15   |
| 9    | Yücel Öngelen          | Ankara Demirspor | 14   |
| 10   | Halis Harman           | Hacettepe        | 13   |